# Giro della Provincia di Reggio Calabria 2012
Il Giro della Provincia di Reggio Calabria 2012, sessantacinquesima edizione della corsa valevole come prova dell'UCI Europe Tour 2012 categoria 2.1, si è svolta in due tappe dall'11 al 12 febbraio 2012 per un percorso totale di 361,8 km con partenza da Melito di Porto Salvo e arrivo a Reggio Calabria. È stata vinta dall'italiano Elia Viviani, della Liquigas-Cannondale, che ha concluso in 8h31'28", alla media di 42,44 km/h.
Partenza con 123 ciclisti, 109 dei quali portarono a termine il percorso.

## Tappe
| Tappa  | Data        | Percorso                                     | km    | Vincitore di tappa | Leader cl. generale |
| ------ | ----------- | -------------------------------------------- | ----- | ------------------ | ------------------- |
| 1ª     | 11 febbraio | Melito di Porto Salvo > Chiaravalle Centrale | 170,2 | Elia Viviani       | Elia Viviani        |
| 2ª     | 12 febbraio | Lamezia Terme > Reggio Calabria              | 191,6 | Elia Viviani       | Elia Viviani        |
| Totale | Totale      | Totale                                       | 361,8 |                    |                     |

## Squadre e corridori partecipanti
| N.      | Cod. | Squadra                      |
| ------- | ---- | ---------------------------- |
| 1-10    | LAM  | Lampre-ISD                   |
| 11-20   | LIQ  | Liquigas-Cannondale          |
| 21-28   | ASA  | Acqua & Sapone               |
| 31-40   | AND  | Androni Giocattoli-Venezuela |
| 41-49   | FAR  | Farnese Vini-Selle Italia    |
| 51-60   | COL  | Colombia-Coldeportes         |
| 61-68   | TT1  | Team Type 1-Sanofi           |
| 71-80   | UNA  | Utensilnord-Named            |
| 81-90   | COG  | Colnago-CSF Inox             |
| 91-100  | PPO  | Team Nippo                   |
| 101-108 | HUN  | Ungheria                     |
| 111-120 | MKT  | Meridiana-Kamen Team         |
| 121-130 | IDE  | Team Idea                    |

## Dettagli delle tappe

### 1ª tappa
- 11 febbraio: Melito di Porto Salvo > Chiaravalle Centrale - 170,2 km

Risultati
| Pos. | Corridore     | Squadra       | Tempo    |
| ---- | ------------- | ------------- | -------- |
| 1    | Elia Viviani  | Liquigas      | 3h45'50" |
| 2    | Daniele Colli | Type 1-Sanofi | s.t.     |
| 3    | Elia Favilli  | Farnese Vini  | s.t.     |

| Pos. | Corridore     | Squadra       | Tempo    |
| ---- | ------------- | ------------- | -------- |
| 1    | Elia Viviani  | Liquigas      | 4h45'40" |
| 2    | Daniele Colli | Type 1-Sanofi | a 4"     |
| 3    | Elia Favilli  | Farnese Vini  | a 6"     |

### 2ª tappa
- 12 febbraio: Lamezia Terme > Reggio Calabria – 191,6 km

Risultati
| Pos. | Corridore           | Squadra       | Tempo    |
| ---- | ------------------- | ------------- | -------- |
| 1    | Elia Viviani        | Liquigas      | 4h45'58" |
| 2    | Daniele Colli       | Type 1-Sanofi | s.t.     |
| 3    | Maximiliano Richeze | Nippo         | s.t.     |

## Classifiche finali

### Classifica generale
| Pos. | Corridore           | Squadra       | Tempo    |
| ---- | ------------------- | ------------- | -------- |
| 1    | Elia Viviani        | Liquigas      | 8h31'28" |
| 2    | Daniele Colli       | Type 1-Sanofi | a 8"     |
| 3    | Elia Favilli        | Farnese Vini  | a 16"    |
| 4    | Maximiliano Richeze | Nippo         | s.t.     |
| 5    | Roberto Cesaro      | Meridiana     | a 20"    |
| 6    | Filippo Baggio      | Utensilnord   | s.t.     |
| 7    | Marco Frapporti     | Team Idea     | s.t.     |
| 8    | Georg Preidler      | Type 1-Sanofi | s.t.     |
| 9    | Davide Cimolai      | Lampre-ISD    | s.t.     |
| 10   | Federico Rocchetti  | Utensilnord   | s.t.     |

### Classifica a punti
| Pos. | Corridore          | Squadra       | Tempo |
| ---- | ------------------ | ------------- | ----- |
| 1    | Aristide Ratti     | Team Idea     | 14    |
| 2    | Enrico Rossi       | Meridiana     | 12    |
| 3    | Alessandro Bazzana | Type 1-Sanofi | 10    |
| 4    | Gianluca Maggiore  | Utensilnord   | 6     |
| 5    | Paolo Bailetti     | Utensilnord   | 4     |

### Classifica scalatori
| Pos. | Corridore            | Squadra       | Tempo |
| ---- | -------------------- | ------------- | ----- |
| 1    | Paolo Bailetti       | Utensilnord   | 8     |
| 2    | Valerio Agnoli       | Liquigas      | 8     |
| 3    | Enrico Rossi         | Meridiana     | 5     |
| 4    | Daniele Ratto        | Liquigas      | 5     |
| 5    | Vegard Stake Laengen | Type 1-Sanofi | 4     |

### Classifica giovani
| Pos. | Corridore       | Squadra       | Tempo    |
| ---- | --------------- | ------------- | -------- |
| 1    | Elia Viviani    | Liquigas      | 8h31'28" |
| 2    | Elia Favilli    | Farnese Vini  | a 16"    |
| 3    | Georg Preidler  | Type 1-Sanofi | a 20"    |
| 4    | Davide Cimolai  | Lampre-ISD    | s.t.     |
| 5    | Antonio Santoro | Androni Gioc. | s.t.     |

### Classifica a squadre
| Pos. | Squadra                      | Tempo     |
| ---- | ---------------------------- | --------- |
| 1    | Team Type 1-Sanofi           | 25h35'24" |
| 2    | Utensilnord-Named            | s.t.      |
| 3    | Androni Giocattoli-Venezuela | s.t.      |
| 4    | Team Idea                    | s.t.      |
| 5    | Lampre-ISD                   | a 7"      |